# Ретрози (Ријети)
Ретрози је насеље у Италији у округу Ријети, региону Лацио.
Према процени из 2011. у насељу је живело 29 становника. Насеље се налази на надморској висини од 1000 м.